# Pavel Ivanovič Pestel'
Pavel Ivanovič Pestel (in russo Павел Иванович Пестель?; Mosca, 5 luglio 1793 – Isola dei Decabristi, 25 luglio 1826) è stato un rivoluzionario russo, fu uno dei maggiori esponenti del decabrismo.
Venne condannato all'impiccagione insieme a Pëtr Grigor'evič Kachovskij, Sergej Ivanovič Murav'ëv-Apostol, Michail Pavlovič Bestužev-Rjumin e Kondratij Fëdorivič Ryleev.

## Biografia
Studiò a Dresda dal 1805 al 1809, e poi passò a San Pietroburgo, nella Scuola dei paggi, un'Accademia militare riservata ai nobili. Assegnato a un reggimento della Guardia in Lituania, prese parte alla difesa contro l'invasione napoleonica del 1812 e alla successive campagne del 1813-1814. Nel 1821, Pestel assunse il comando del Reggimento di fanteria  «Vjatka», a Tulčin, in Ucraina.
Intanto, già dal 1816, aveva aderito alla Lega della salvezza, un'associazione composta da ufficiali che si proponeva segretamente il rovesciamento del regime autocratico russo, che nel 1818 si trasformò nell'Unione della prosperità, della quale fu uno dei dirigenti più risoluti. In seguito alla successiva trasformazione, nel 1821, della Lega della prosperità in due società distinte ma in collegamento tra di loro, l'Associazione del Nord, con centro nella capitale, e l'Associazione del Sud, con centro a Tulčin, fu il più influente animatore di quest'ultima, stilandone nel 1824 il programma, che prevedeva avanzate riforme sociali, quali il suffragio universale, l'abolizione della servitù della gleba, la confisca dei latifondi e la distribuzione della terra ai contadini.
Quando già era stata programmata per il 14 dicembre 1825 - giorno della salita al trono di Nicola I - l'insurrezione che avrebbe coinvolto i reggimenti di San Pietroburgo e di Tulčin, a seguito di una delazione, fu arrestato il 13 dicembre. Tradotto a San Pietroburgo, fu impiccato con altri quattro cospiratori nella Fortezza di San Pietro e Paolo, il 25 luglio 1826.
Come molti dei principali esponenti decabristi, Pestel appartenne alla Massoneria, fu iniziato nella loggia degli "Amici riuniti" nel 1812, e nel 1817 fu affiliato alla loggia delle "Tre Virtù", lo stesso anno ricevette il quarto grado nella loggia della "Sfinge", ebbe in seguito il quinto grado, lasciò la loggia della "Sfinge" verso il 1818.